# 日野雫
日野 雫（ひの しずく、1986年6月28日 - ）は、日本の元AV女優。

## 略歴・人物
2005年にデビューしたロリ系のAV女優。

## 出演作品

### アダルトビデオ
2005年
- HIGH SCHOOL GIRL BEAUTIFUL　（2005年8月13日、ラハイナ東海）
- 雫18歳　（2005年11月12日、オーロラプロジェクト）
- ヤリたい盛りの女子校生にお願い。「若さに任せた未発達な悩殺姿を見せてください」　（2005年11月20日、メディアステーション）
- RANCHIKI DANCE Vol.07　（2005年12月9日、映天）
- 破戒の旅W 日野雫＆サリナ（2005年12月23日、未来・フューチャー）

2006年
- 下着メーカーに転職したらモテた パート1　（2006年1月9日、V&Rプロダクツ）
- 変態よいこ保育園 保母さんといっしょ　（2006年1月20日、CROSS）
- MOODYZファン感謝祭 バコバコバスツアー2006　（2006年3月13日、MOODYZ）

発売日不明
- 糞まみれのスクール水着　（GIGA）
- レッスン No.8　（光夜蝶）
- 私、脅迫されてます No.5　（光夜蝶）
- ネチョネチョ乱舞　（BACK STREET）

他